# Kheyrān Bareh
Kheyrān Bareh (persiska: خِيلاو بِرَه, خیران بره, Kheylāv Berah) är en ort i Iran.   Den ligger i provinsen Lorestan, i den västra delen av landet, 400 km sydväst om huvudstaden Teheran. Kheyrān Bareh ligger 1 510 meter över havet och antalet invånare är 296.
Terrängen runt Kheyrān Bareh är lite kuperad.Runt Kheyrān Bareh är det ganska tätbefolkat, med 52 invånare per kvadratkilometer. Närmaste större samhälle är Katkan, 17,7 km söder om Kheyrān Bareh. Omgivningarna runt Kheyrān Bareh är i huvudsak ett öppet busklandskap.